# Rogeria curvipubens
Rogeria curvipubens es una especie de hormiga del género Rogeria, tribu Solenopsidini, familia Formicidae. Fue descrita científicamente por Emery en 1894.
Se distribuye por Barbados, Brasil, Colombia, Costa Rica, Cuba, República Dominicana, Ecuador, islas Galápagos, Granada, Guadalupe, Guyana, Haití, México, Panamá, Surinam y Venezuela. Se ha encontrado a elevaciones de hasta 514 metros. Habita en bosques húmedos y secos, en plantaciones de cacao, matorrales y sobre ramas.